# MatK
Het matK-gen of maturaseK-gen is een gen op het chloroplast-DNA van planten. Het is ongeveer 1500 nucleotiden lang en bevindt zich in het intron van het trnK-gen.
Het gen codeert voor een maturase-achtig enzym, dat betrokken is bij het afsplitsen van het group II-intron.
Het gen is omwille van zijn beperkte lengte en grote variatie aan nucleotidesequenties, zeer geschikt voor DNA-barcoding en bij fylogenetisch onderzoek van planten.